# First Love (canção de Jennifer Lopez)
"First Love" uma canção da cantora norte-americana Jennifer Lopez, gravada para o seu oitavo álbum de estúdio A.K.A.. Foi composta e produzida por Max Martin, com auxílio de Savan Kotecha e Ilya Salmanzadeh na escrita. O seu lançamento ocorreu a 1 de Maio de 2014 através da Capitol Records, servindo como segundo single do disco.

## Antecedentes e lançamento
"First Love" foi divulgada pela primeira vez durante uma festa privada na mansão de Jennifer Lopez, em Malibu, a 25 de Abril de 2014. Além da previsão de seis músicas do disco, a cantora também revelou a capa de arte do single. "First Love" acabou por ser colocada na Internet a 30 desse mesmo mês, um dia antes do seu lançamento oficial.

## Composição e estilo musical
A canção, com uma duração de três minutos e trinta e cinco segundos, foi composta e produzida por Max Martin, com auxílio de Savan Kotecha e Ilya Salmanzadeh na escrita. Deriva do gênero electropop e R&B contemporâneo, com um tempo acelerado e grande influência de sintetizadores e bateria.

## Desempenho nas tabelas musicais

### Posições
| Tabela musical (2014)                | Melhor posição |
| ------------------------------------ | -------------- |
| Coreia do Sul - Gaon Digital Chart   | 20             |
| Eslováquia - Radio Top 100 Oficiálna | 57             |
| Espanha - PROMUSICAE                 | 21             |
| Estados Unidos - Billboard Hot 100   | 87             |
| Estados Unidos - Billboard Pop Songs | 22             |
| Finlândia - Suomen virallinen lista  | 83             |
| França - SNEP                        | 193            |
| Irlanda - IRMA                       | 79             |
| Itália - FIMI                        | 38             |
| Japão - Japan Hot 100                | 80             |
| Reino Unido - UK Singles Chart       | 63             |

## Histórico de lançamento
| País           | Data               | Formato          | Editora discográfica |
| -------------- | ------------------ | ---------------- | -------------------- |
| Alemanha       | 1 de Maio de 2014  | Descarga digital | Universal Music      |
| Estados Unidos | 1 de Maio de 2014  | Descarga digital | Capitol              |
| Espanha        | 1 de Maio de 2014  | Descarga digital | Universal Music      |
| França         | 1 de Maio de 2014  | Descarga digital | Universal Music      |
| Portugal       | 1 de Maio de 2014  | Descarga digital | Capitol              |
| Itália         | 3 de Maio de 2014  | Descarga digital | Capitol              |
| Estados Unidos | 20 de Maio de 2014 | Rádio mainstream | Capitol              |
| Reino Unido    | 8 de Junho de 2014 | Descarga digital | Capitol              |